# Saab 105

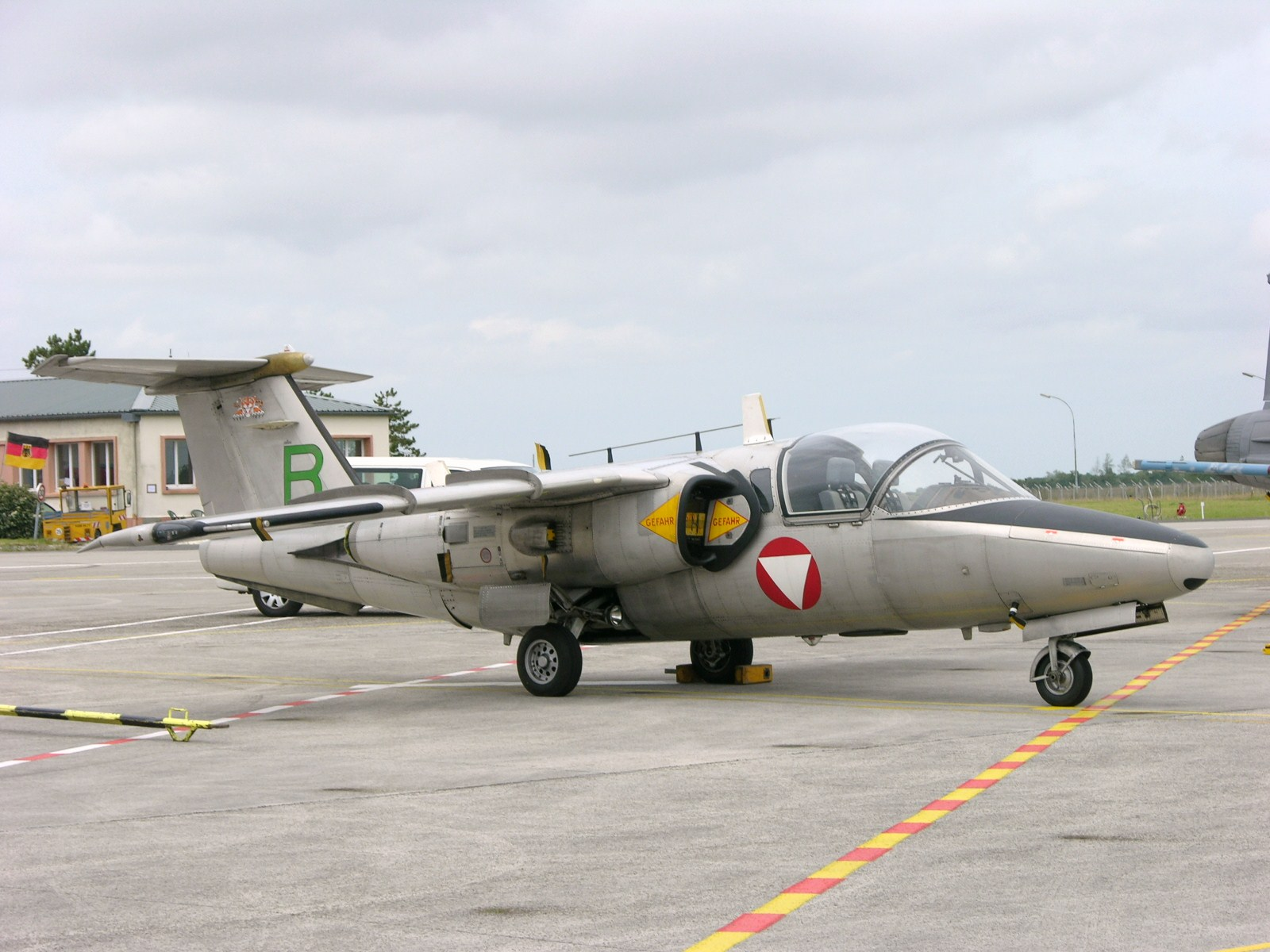
УТС SAAB 105 ВВС Австрии

Сааб 105 (швед. Saab 105) — шведский учебно-тренировочный самолёт, разработанный фирмой Сааб в начале 1960-х по заказу ВВС Швеции. Принят на вооружение ВВС Швеции под индексом Sk.60 в 1967 году, заменив де-Хевиленд Вампир.
Изначально, на самолёте стояли два турбовентиляторных двигателя малой степени двухконтурности Turbomeca Aubisque  произведённых по лицензии компанией Вольво Флюгмотор под индексом RM 9. Обновлённая версия оборудована двигателем General Electric J85 производства американской компании General Electric.
Всего построено 150 самолётов для ВВС Швеции и ещё 40 экспортировано в Австрию под индексом Сааб 105Ö.

## История создания
В 1959 году компания Saab начала в инициативном порядке разработку будущего учебно-тренировочного самолета,  ставшего известным как Saab 105. Предполагалась, что данный самолет должен будет использоваться в качестве учебно-тренировочного, проводить воздушную разведку и атаковать наземные атаки, а также иметь ограниченные возможности истребителя-перехватчика. Среди разнообразных функций, запланированных для самолета, производитель предложил четырех-пятиместную конфигурацию салона бизнес-джета, предназначенную для использования корпоративными клиентами. В то время 105-й должен был стать одним из немногих небольших европейских самолетов, оснащенных турбовентиляторным двигателем, который, как сообщалось, представлял интерес для потенциальных бизнес-клиентов. Модель 105 предназначалась для вывода Saab на рынок бизнес-джетов, однако в конечном итоге таких клиентов для этого типа не появилось, и поэтому фирма предпочла вместо этого сосредоточить свой интерес на военных клиентах.
Вначале ВВС Швеции заключили с Saab соглашение о том, что в случае удовлетворительных характеристик прототипа в ходе летных испытаний, будет размещен заказ как минимум на 100 самолетов. В декабре 1961 года правительство Швеции объявило, что разрешило ВВС Швеции спонсировать разработку и производство единственного прототипа Saab 105 в учебной конфигурации. 29 июня 1963 года  первый прототип совершил свой первый полет. Программа летных испытаний вскоре показала, что этот самолет обладает хорошей управляемостью и способен выполнять фигуры высшего пилотажа. В марте 1965 года единственный прототип был отправлен на завод Turbomeca во Франции для дальнейших летных испытаний силовой установки Turbomeca Aubisque.
В марте 1965 года ВВС Швеции  разместили заказ на первоначальную партию в 130 самолетов Saab 105. Самолеты были разделены на три основных варианта: Sk 60A для тренировок и связи с четырехместной конфигурацией (без возможности катапультирования), Sk 60B для легких штурмовых задач с двухместной конфигурацией, и Sk 60C также с двумя парными сиденьями в роли разведчика, оснащенного различными камерами в носовой части самолета.
Усовершенствованная версия, получившая обозначение Saab 105ОЕ, была закуплена Австрией как легкий многоцелевой самолет с намерением использовать его в учебных, разведывательных, и штурмовых целях. Чтобы соответствовать требованиям ВВС Австрии, 105ОЕ имеет несколько ключевых отличий, в том числе некоторые изменения в авионике, использование усиленного крыла для перевозки большего количества боеприпасов и оборудования на пилонах, а также более мощную версию  силовой установки Turbomeca Aubisque, которая обеспечивала лучшие характеристики при эксплуатации с авиабаз расположенных в высокогорной местности.

## Конструкция
Saab 105 был разработан как небольшой и недорогой многоцелевой самолет, который чаще всего использовался учебно-тренировочный. Это цельнометаллический реактивный двухдвигательный самолет с гермокабиной. Он имеет Т-образное хвостовое оперение, крылья умеренной стреловидности и пару двигателей, установленных по обе стороны фюзеляжа прямо под крылом.
Самолет может быть оснащен различным вооружением и оборудованием, может быть установлена на шести подкрыльевых узлах подвески самолета.
Для непосредственной поддержки с воздуха Сааб 105 может использовать комбинацию неуправляемых ракет калибра 135, 127 и 75 мм, различных бомб, включая зажигательные. 30-мм автопушки и 12,7-мм пулеметы могут быть установлены с помощью специальных подкрыльевых подвесок.
В качестве противовоздушной обороны помимо пушек могут использоваться ракеты класса «воздух-воздух» AIM-9 Sidewinder. Кроме того, для перевозки максимум двух пассажиров могут быть установлены катапультируемые сиденья меньшего размера для пилота и второго пилота, а пассажиры могут использовать небольшую скамью непосредственно позади них.
В заводской комплектации Saab 105 обычно оснащался парой турбовентиляторных двигателей Turbomeca Aubisque с малой степенью двухконтурности, производимых по лицензии Volvo Flygmotor под названием RM9. Сообщается, что двигатель Aubisque обеспечивал хорошие характеристики при отключении двигателя, что позволяло самолету успешно взлететь в случае отказа одного двигателя в критической точке. В 90-е годы ВВС Швеции приняло решение ремоторизовать парк самолетов Сааб 105 на более мощный и экономичный двигатель General Electric J85.

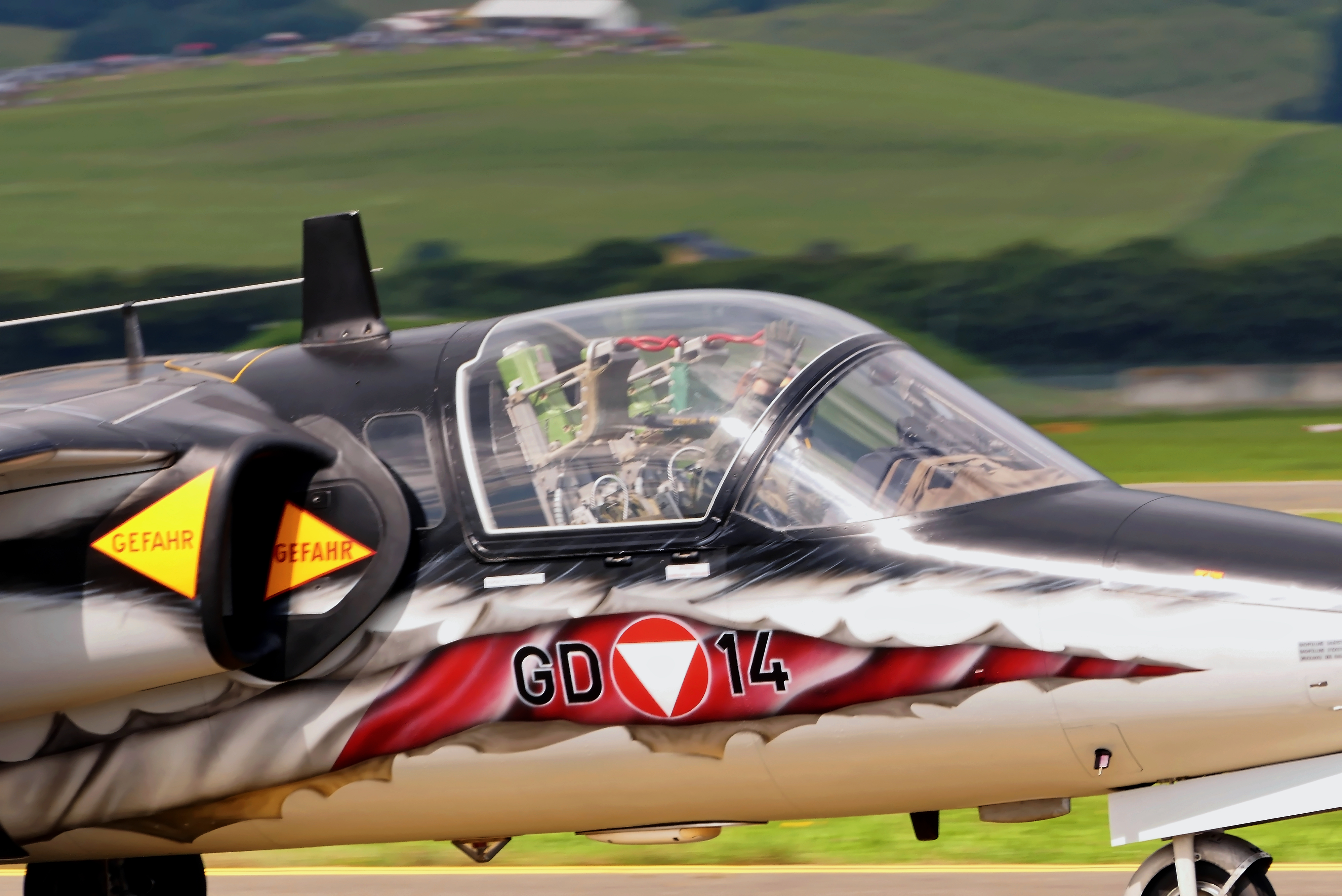
Кабина SAAB 105

## Модификации
- Sk.60A — серийная версия для шведских ВВС[7]. Учебно-тренировочный самолет, не имевший вооружения.
- Sk.60B — ударная версия Sk 60A, созданная для шведских ВВС и отличающаяся от предыдущей версии новым видом вооружения[7].Самолеты получили шесть подкрыльевых подвесок, позволившие использовать их в роли дневных штурмовиков.
- Sk.60C — разведывательный вариант. Самолет получил подкрыльевые пилоны, аналогичные Sk.60В и новую носовую часть, в которой теперь разместилась панорамная разведывательная камера.
- Sk.60D - вариант самолета с гражданским радиоборудованием. Под этот вариант переделали всего три самолета Sk.60А, на них  установили радиоборудование, используемое на гражданских самолетах.
- Sk.60E - вариант самолета с гражданским радио и навигационным оборудованием. Для потребностей летной школы гражданской авиации в вариант Sk.60E было переделано десять Sk.60A.
- Sk.60N - самолет-мишень. В дополнение к основным задачам Sk.60А было решено использовать самолет в качестве летающей мишени, для чего были проведены соответствующие доработки.
- Sk.60G — модернизированная ударная версия с двигателями General Electric J85.
- Saab 105OE — экспортная модификация для ВВС Австрии. В 1970—1972 гг. 40 Saab 105 были экспортированы в Австрию, экспортное обозначение — Saab 105OE. Экспортная модификация имела более мощный двигатель GE J85 мощностью 1280 кгс. Самолёт развивал скорость 970 км/ч, имел скороподъёмность 75 м/с и мог подняться на максимальную высоту 13 000 м. ВВС Австрии рассматривают возможность замены 28 устаревших учебно-тренировочных самолётов Saab 105-е, принятых на вооружение в 1970 годах, на чешские учебно-боевые самолёты L-159, компании «Аэро Водоходы».[8]

## Состоит на вооружении
- Швеция
  - ВВС Швеции — 106 Saab 105 (Sk-60), по состоянию на 2008 год[8]
- Австрия
  - ВВС Австрии - 40 самолетов в версии Saab 105ОE.